# ソウルイーターノット!
『ソウルイーターノット!』（SOUL EATER NOT!）は、大久保篤による日本の漫画作品。『月刊少年ガンガン』（スクウェア・エニックス）2011年2月号から2014年12月号まで連載。

## 概要
本作は大久保の作品『ソウルイーター』の外伝である。本編『ソウルイーター』の設定を後書きで語ることは不本意であり、説明するなら漫画でやりたいという理由で本作品を始めた。死武専やデス・シティーの設定が詳しく出され、本編とは別方向の見せ方をしている。
舞台は本編の前年度の死武専を描いており、主人公を含む3人の新入生を中心に、マカやソウルなどの本編のキャラクターや本作初出の新キャラクターとの学園生活が主軸となる。
コンセプトは「殺伐だけどウキウキライフ」。本編で語れなかった世界観を知ることができ、また毎月事の本編とノットを見比べればキャラの過去と現在の立ち位置の違いや心情の変化等を見比べることができ、双方の作品をより楽しむことができる内容になっている。
当初は『ソウルイーター』と並行して連載されていたが、『ソウルイーター』連載末期には休載し、その後は単独で連載を再開した。また、2014年4月号からはページ数を減らし小出しで掲載しているが、これについて作者は『アニメ放送前にネタバレを避けたい。クライマックスはアニメ先行で見て欲しい』とツイッターで語っている。
2014年4月から7月までテレビアニメシリーズが放送された。

## 世界観
本編『ソウルイーター』で明確になっている世界観はそちらを参照。

### NOTとEAT
死武専における学科、専攻区分。
NOT（Normally Overcome Target）
死武専の非戦闘員クラスの総称。何かしらの理由で戦闘能力を得てしまった人達に、力のコントロールを教えることを目的としている。死武専の9割の生徒はこちらの所属。
EAT（Especially Advantaged Talent）
死武専の戦闘員（エージェント）クラスの総称。能力を使い「悪」と戦うことを目的としている。マカやソウルなど本編のキャラクターはこちらの所属。
なお、学生は本名とは別に自分で決めた名を名乗ることが許されており、届け出を出すと2年間は変更できない。
また、生徒は年齢関係なく入学した順に先輩後輩が決まる。しかし、数学など普通の学校と同じ勉強をする授業もあり、そこでは年齢に応じたクラス分けをされるので、先輩のキムと後輩のつぐみたちが同じクラスになっている。

## 登場人物
名前が併記されている人物は芸名・愛称 / 本名の順。身長はアニメ版設定資料・影付け設定より。

### 主要人物
春鳥 つぐみ（はるどり つぐみ）
声 - 千菅春香
本作の主人公。武器。14歳。身長150cm。日本出身。当初は黒髪のロングヘアだったが、入学当日に出会ったマカへの憧れからツインテールにしている。本体は鎌槍（ハルバード）だが、刃がないため武器としてまともに機能しない。
自称「恋に恋する14歳」。ややロマンチストな面があり、臆病であるが、時折熱意のある行動をとる。口癖は「ガガントス」で驚いたりショックを受けた時に発する。貧乳。
初めて死武専を訪れた時に声を掛けてくれたマカ・アルバーンに憧れている。
入学初日で出会っためめ・アーニャと寮では相部屋になり、二人を自身のパートナー候補とすることになる。
家族についてはアニメでは、母（声 - 中上育実）と兄と犬のポチ（声 - 櫻井孝宏）が確認できる。
多々音 めめ（たたね めめ）
声 - 悠木碧
職人。14歳。身長150cm。茶髪。日本出身。短髪をリボンで結わえているが、いつもとれてしまい、結び直す度にその位置も変わる。巨乳。
かなり天然ボケの気があり、自分の名前を忘れてしまうこともある。「睡拳」の使い手で、寝たまま戦うことが出来る。腕前も一流。 寝ぼけてつぐみのベッドにもぐりこんで寝てしまうことが多い。
実は、シャウラが洗脳魔術を施して死武専に送り込んだスパイであり、普段の忘れっぽさはこの処置による記憶障害である。また、シャウラに出会う以前は学業優秀、空手・柔道をはじめとした数多くのジュニアタイトル保持者だった。
アーニャ・ヘプバーン / アナスタシア・ユングリング
声 - 早見沙織
職人。14歳。身長150cm。金髪碧眼。
某国の王女であり、何不自由ない生活を送っていたが、窮屈な城での生活から抜け出し「庶民」の暮らしを見るために城から脱走し、死武専に入学した。一般人を「俗物」と呼んだり他人と馴れ合うことを嫌ったりするが、本当は友達が欲しいらしい。
新入生歓迎会で見かけたつぐみのことを「絵に描いたような庶民」として興味を持ち、めめと共に3人で行動するようになる。つぐみが自分よりめめと親しげにしているのを見ると、頬を膨らませて拗ねたりする。
お城で叩き込まれた「ロイヤルカラテ」という体術を持つ。また「ロイヤル槍術」という武術も持っている。アニメ第1話では、つぐみが変身したハルバードを自在に操り、つぐみとめめに絡んできた男子生徒2人組を相手に圧倒的な力を見せつけた。

### 死武専
星☆茜（ほし あかね）
声 - 櫻井孝宏
死武専の男子生徒。身長182cm。つぐみ曰く外見は「高校生ぐらい」とのこと。つぐみ達と同期の職人であるが、本来はEATの生徒で、死武専中央情報局に所属するエリート。
某国の要人であるアーニャの護衛のため相棒のクレイと共にNOTに所属している。高い戦闘能力を有しており、有名な暗殺集団「星族」を分家に持つ「とある流派」の本家出身。つぐみにパートナーを申し込んだが、真意は不明。
クレイ・サイズモア
声 - 山下誠一郎
茜の相棒。同じく中央情報局に所属し、NOTに潜入している。武器であり本体は長剣。常識人だが、NOTに潜入するにあたりチャラい性格を装っている。
軽い冗談でも信じやすい性格であり、正体がバレないようにと、とっさに分かりやすいウソをつき、自らも混乱する。
シド・バレット
声 - 木村雅史
教職員。身長196cm。死武専の新入生に授業を行っている。また怪事件の調査では指揮をとっている。口癖が「俺は○○な男だ」。
シャウラをあと一歩まで追い込むも、操られためめを庇い命を落としてしまう。その後、シュタインの手術によりソンビ化し復活。本編へと繋がっていく。
カナ・アルタイル
声 - 小岩井ことり
占いが得意な女学生。9歳。身長120cm。つぐみ達より幼く見える。タロットカードを持ち歩き、あらゆる状況において現物の代用（雑巾や商品の代金など）に使う。
エターナルフェザー / ホアン・ティ・マイ
声 - 小松未可子
武器。ベトナム出身。15歳。身長160cm。つぐみたちの先輩。本体はバタフライナイフ。「エターナルフェザー（永遠の羽根）」という名前は死武専内での芸名であり、キムにより勝手につけられてしまったもの（さらに命名料までせびられた）で、規則により2年間は名前を変えられない。上記の経緯上、キムを恐れている。マカとオックスたちの同級生でもある。
デスバザーの際にシャウラの指輪に操られ、周囲の人間を切りつけてしまう。居合わせたマカ&ソウルに阻止された末に自害させられそうになるも、シュタインの治療で命を取り留め、ハロウィン前に退院した。
ミザリー
声 - 折笠愛
死武専女子寮の寮長。小説「フランダースの庶民」のファンで、主人公のメアリー・スミスがお気に入り。普段は温厚だが、メアリーに似ているというつぐみを自分の中のメアリー像に近づけようと調教を試みるなど、サイコな性格をしている。
アーロン
声 - 吉本元喜
武器。つぐみ達の男子同級生。本体は弓だが、変身がいつも中途半端になっており保健室行き。長い間パートナー不在の状態が続いている。
レイド
声 - 吉本元喜
武器。つぐみ達の男子同級生。いわゆる不良生徒であり、入学式当日に邪な気持ちでめめをナンパするも、アーニャとつぐみにより蹴散らされる。武器は短剣だが、顔が残る未完の状態。
後にアーニャの教えから、昊と共に改心して真面目に授業等を取り組んでいるが、武器化は未完のまま。
昊（ハオ）
声 - 不明
職人。つぐみ達の男子同級生。レイドと同類で大男。こちらもアーニャ等に蹴散らされズボンが破ける始末。アーニャの教えにより丸坊主になる。
星野 蒼（ほしの あお）
事件の終息後、めめとアーニャの不在中につぐみと練習パートナーを組んでいた職人の少女。鎌が得意。両目の虹彩に星マークが付いているが、星族との関連性は不明。

#### その他の関係者
キム / キミアール・ディール
声 - 斎藤千和
今作の時点では魔女であることは明らかになっていないが、死武専生から理不尽な理由で金品を巻き上げるなどの素行の悪さから「女子寮の魔女」と呼ばれる。周囲が認める美少女だが、言動がやや不良じみている。魔女は見た目と年齢が必ずしも一致しないが、彼女はほぼ見た目通りであることが今作にて分かる。自作の絵本を描いて目を輝かせるなど、かなり少女趣味（しかしそれは周囲にバレないようにしている）。
現時点では「NOT」。短髪かつ素行が悪い点は、魔女であることが周囲にバレないようにするために人を遠ざけようとしていた結果であることが今作にて分かる。魔女の能力を使っているところをジャクリーンに見咎められるも、キムを受け入れ守ろうとする彼女の姿勢に絆されコンビを組むようになる。
血液型B型、誕生日4月31日、右利き、身長154cm、体重43kg、B81・W56・H79。14歳。
本編の登場人物の中では、登場回数が多い準主要キャラクターになっている。
ジャクリーン・オー・ランタン・デュプレ
声 - 沖佳苗
武器（ランタン）。EATクラス。キムのことが気になり彼女を見ているうちに、彼女の秘密を知りそれを共有することになる。気持ちが高ぶると頭頂部に火が点いてしまうため、夏場は周囲に避けられてしまう。
年齢は春鳥たちと同じ14歳（日本でいう中学2年）。
本編時と比べ優等生色が強い。
リズ / エリザベス・トンプソン&パティ / パトリシア・トンプソン
声 - 渡辺明乃（リズ）、高平成美（パティ）
トンプソン姉妹。身長170cm（リズ）。身長160cm（パティ）。「ブルックリンの悪魔」として悪事に手を染めていたところをキッドに拘束された直後の保護観察中の身分で、社会奉仕として「DEATH BACKS CAFFE」のウェイトレスをやっている身として登場。彼女らなりに精一杯やっているつもりだが、ナメられないよう突っ張っていた頃のクセが抜け切れず客足を途絶えさせてしまう。しかしその懸命な態度は常連たちには徐々に伝わっており、今では店の看板娘としてそれなりにやっている模様。
アニメ最終話のラストではキッドとコンビを組んだことが分かる。
マカ＝アルバーン
声 - 小見川千明
前作の主人公。身長155cm。つぐみが学校で初めて出会い、そして憧れた死武専生。2回目の登場では、「魂の波長のコントロール」の授業で手本としてつぐみ達のクラスに呼ばれた。
今作にて、デス・シティー生まれでデス・シティー育ちの「デスっ子」であることが発覚する。日常生活ではソウルを呆れさせるレベルでデスっ子言葉を連発している模様。
つぐみ達とは学年では上だが、年齢は年下のため13歳。
ソウル＝イーター
声 - 内山昂輝
マカ同様、「魂の波長のコントロール」の授業で手本としてマカと一緒につぐみ達のクラスに呼ばれた。周囲からはふざけた名前と思われている様子。ブラック☆スターやキリクとつるんでいるところをアーニャに見られた時、不良ぶっているが実は育ちが良いことを「同族の香りがする」として「エセ」と看破される。
以前、宮廷演奏会にてソウルのピアノ演奏をアーニャが拝見していたことで、お互いに貴族出身と言う素性を知る者同士である。
フランケン・シュタイン
声 - 内田夕夜
シャウラに操られ自傷したエターナルフェザーの治療をシドに依頼され、渋々応じている。ハロウィンにおけるシャウラの攻撃に際しては、洗脳を解くワクチンを開発した。
ミーラ・ナイグス
声 - 野田順子
つぐみ達を課外授業受付の仕事に案内する教師として登場。身長171cm。
アニメ版ではシリーズ初めて素顔が明かされる（原作では前作で明かされている）。
ブラック☆スター
声 - 小林由美子
つぐみの甘い未来妄想を打ち砕いて現実に戻したデンジャラスな先輩。
中務 椿（なかつかさ つばき）
声 - 名塚佳織
ブラック☆スターとペアを組む魔武器の少女。
日本にいるとき、古武術を何度か組み合っていためめと知り合いだが、めめ本人はすっかり忘れてしまっている。
オックス・フォード
声 - 吉野裕行
キムの隠れた本心を知るため、何度振られようとも恋のアタックを続けている。つぐみがキムにかつあげされたのを知り、自らバイトをしてつぐみに「キムを恨まないでくれ」と返している。
茜たちと同期生であり、彼らのNOTでの任務を知っている。
ハーバー・ド・エクレール
声 - 羽多野渉
オックスとペアを組む武器の少年。
キリク・ルング
声 - 鈴村健一
「人気のある武器と職人のコンビはスポンサー契約もしている」の例として登場。収入の殆どを国の復興のために寄付しているらしい。その後もブラック☆スターとケンカしたり、ソウルとつるんだりと何度か登場する。
デス・ザ・キッド
声 - 宮野真守
保護観察中のトンプソン姉妹を視察に現れる。身長158cm。つぐみのツインテールをきっちり左右対称に直して退場。
ジャスティン＝ロウ
「死武専を退学になった生徒は爆音と共に現れる処刑人に捕まり拷問され処刑される」という死武専8不思議の一つとして登場。
死武専の中で迷っていたつぐみ達を道案内してあげようとするが、よりにもよって拷問部屋の前で爆音と共に現れたため、話しかけた際の言い回しもあって処刑されると勘違いされ逃げられる。
本編以前の時間軸であるため、まだ狂気に呑み込まれてはいない。
テスカ・トリポカ
「鏡に映る着ぐるみを被った男を見ると魂が鏡の中に引きずり込まれる」という死武専8不思議の一つとして登場。
鏡の中に入り込んでいたため、死武専の中で迷っていたつぐみ達を不用意に驚かせてしまい謝罪する間もなく逃げられる。NOTの間では他のデスサイズスも全て、死武専8不思議として語り継がれている模様。
受付のおばちゃん
つぐみ達に課外授業受付の仕事を教える。今作にて元「EAT」の死武専生（現在は引退）であることが発覚する。
メデューサ
保健室の先生。「DEATH BACKS CAFFE」常連。正体はまだ明かされていない。

### その他の人物
シャウラ・ゴーゴン
声 - 小清水亜美
ゴーゴン三姉妹（アラクネ、メデューサ）の三女で、サソリの魔女。身長169cm。サソリの毒で他人を洗脳する能力を持ち死武専の壊滅を目論んでいる。いつもセーラー服を着用。
マスター
声 - 木下浩之
氏名不明。カフェ「DEATH BACKS CAFFE（デスバックスカフェ）」で働く男。本人曰く独身。スクーター勤務。

## 書誌情報

### 単行本
- 大久保篤 『ソウルイーターノット！』 スクウェア・エニックス〈ガンガンコミックス〉、全5巻
  1. 2011年9月22日発売[3]、ISBN 978-4-7575-3365-3
  2. 2012年7月21日発売[4]、ISBN 978-4-7575-3660-9
  3. 2013年12月12日発売[5]、ISBN 978-4-7575-4164-1
  4. 2014年4月12日発売[6]、ISBN 978-4-7575-4243-3
  5. 2014年12月22日発売[7]、ISBN 978-4-7575-4499-4

### 完全版
- 大久保篤 『ソウルイーターノット！ 完全版』 スクウェア・エニックス〈ガンガンコミックスデラックス〉、全3巻
  1. 2020年7月17日発売[8]、ISBN 978-4-7575-6774-0
  2. 2020年7月17日発売[9]、ISBN 978-4-7575-6755-9
  3. 2020年9月17日発売[10]、ISBN 978-4-7575-6847-1

### 関連書籍
- 『ソウルイーターノット！ 4.5 OFFICIAL FANBOOK -NEED TO KNOW-』2014年8月12日発売[11]、ISBN 978-4-7575-4376-8

## テレビアニメ
2013年12月にテレビアニメ化が発表され、2014年4月より7月までテレビ東京、テレビ愛知、テレビ大阪、BSジャパン、AT-Xにて放送された。
制作は『ソウルイーター』のアニメ版と同じくボンズ。『ソウルイーター』からの登場人物のキャストも共通であるが、メインスタッフは変更となっている。アニメ版『ソウルイーター』はオリジナルストーリーで終了し、一部設定の違いがあったが、こちらは原作からの大きな変更はない。
放送開始前週には事前特番『ソウルイーターノット! 放送開始記念! ノットりスペシャル!』が放送された。
劇中で使用された文字やイラストは、書いたキャラクターの声優が担当している。

### 原作との違い
- 原作にはない描写として、春鳥とアーニャによる魂の共鳴で、空を飛んでいる。
- 死神やデスサイズなどは登場していない。

### スタッフ
- 原作 - 大久保篤（掲載 月刊「少年ガンガン」スクウェア・エニックス刊）
- 監督・シリーズ構成 - 橋本昌和
- キャラクターデザイン・総作画監督 - 小池智史
- 美術監督 - 加藤美紀
- 美術設定 - 川井憲
- 色彩設計 - 菊地和子
- テクニカルディレクター - 宮原洋平
- 撮影監督 - 福士享
- 編集 - 高橋歩
- 音響監督 - 若林和弘
- 音響効果 - 倉橋静男
- 音楽 - 林ゆうき、橘麻美
- 音楽制作 - KADOKAWA（メディアファクトリー）
- 音楽プロデューサー - 若林豪
- チーフプロデューサー - 吉沼忍
- プロデューサー - 伊藤史峻、松浦克義、紅谷佳和、木野下有市、天野直樹、清水美佳、石塚正俊
- アニメーション制作 - ボンズ
- 製作 - ソウルイーターノット!製作委員会（KADOKAWA、スクウェア・エニックス、テレビ東京、電通、ボンズ、AT-X、ソニー・ミュージックコミュニケーションズ）

### 主題歌
オープニングテーマ「monochrome」
作詞 - meg rock / 作曲・編曲 - kz（livetune） / 歌 - Dancing Dolls
エンディングテーマ「夕暮れハッピーゴー」
作詞 - 大森祥子 / 作曲・編曲 - 宮崎誠 / 歌 - 春鳥つぐみ（千菅春香）、多々音めめ（悠木碧）、アーニャ・ヘプバーン（早見沙織）
挿入歌「きみがいれば」（第9・12話）
作詞 - 大森祥子 / 作曲・編曲 - eba / 歌 - 春鳥つぐみ（千菅春香）、多々音めめ（悠木碧）、アーニャ・ヘプバーン（早見沙織）

### 各話リスト
| 話数 | サブタイトル                                                                                 | 脚本              | 絵コンテ                  | 演出              | 作画監督                              |
| ---- | -------------------------------------------------------------------------------------------- | ----------------- | ------------------------- | ----------------- | ------------------------------------- |
| 01   | 死武専、入学!                                                                                | 橋本昌和          | 橋本昌和                  | 中村里美          | 小森秀人、松田剛吏                    |
| 02   | 女子寮あらかると!                                                                            | 橋本昌和          | 坂田純一                  | 中川聡            | 堀川耕一、青木あさ子                  |
| 03   | 女子寮の魔女!                                                                                | 橋本昌和          | 石平信司                  | 大西景介          | 水畑健二、山崎秀樹                    |
| 04   | 迷って、走って!                                                                              | 森江美咲 橋本昌和 | 後藤圭二                  | えんどうてつや    | 山本善哉、川島尚                      |
| 05   | お誘いふぁいてぃんぐ!                                                                        | 森江美咲 橋本昌和 | 寺東克己                  | 筑紫大介          | 松田剛吏、青野厚司 田中誠輝           |
| 06   | ここはリアルファイト!                                                                        | 森江美咲 橋本昌和 | 宮尾佳和                  | 上原秀明          | 堀川耕一、藤巻裕一 秋山英一           |
| 07   | デスバザー日和!                                                                              | 森江美咲 橋本昌和 | 石平信司                  | 中村里美          | 水畑健二、山崎秀樹                    |
| 08   | つぐみスパイラル!                                                                            | 森江美咲 橋本昌和 | 平川哲生                  | 安藤健            | 北原章雄、山本真嗣                    |
| 09   | カボチャ、グローウィン! - ねったいや! - ぼうきゃく! - 3人野球! - デスシティーより愛をこめて… | 森江美咲 橋本昌和 | 三條なみみ                | 小森秀人          | 世良コータ、今田茜 田中誠輝、秋山英一 |
| 10   | 悪夢のはじまり!                                                                              | 森江美咲 橋本昌和 | 松尾衡                    | 鳥羽聡            | 堀川耕一、松田剛吏 藤巻裕一           |
| 11   | それぞれの覚悟!                                                                              | 森江美咲 橋本昌和 | 三條なみみ                | 上原秀明          | 水畑健二、山崎秀樹 秋山英一           |
| 12   | 魂の共鳴!                                                                                    | 橋本昌和          | タムラコータロー 橋本昌和 | 橋本昌和 中村里美 | 小池智史、小森秀人 堀川耕一、松田剛吏 |

### 放送局
| 放送地域   | 放送局             | 放送期間                | 放送日時           | 放送系列              | 備考                            |
| ---------- | ------------------ | ----------------------- | ------------------ | --------------------- | ------------------------------- |
| 関東広域圏 | テレビ東京         | 2014年4月8日 - 7月1日   | 火曜 25:40 - 26:10 | テレビ東京系列        | 製作委員会参加                  |
| 大阪府     | テレビ大阪         | 2014年4月8日 - 7月1日   | 火曜 26:10 - 26:40 | テレビ東京系列        |                                 |
| 愛知県     | テレビ愛知         | 2014年4月9日 - 7月2日   | 水曜 26:35 - 27:05 | テレビ東京系列        |                                 |
| 日本全域   | AT-X               | 2014年4月10日 - 7月3日  | 木曜 22:00 - 22:30 | CS放送                | 製作委員会参加 リピート放送あり |
| 日本全域   | GYAO!              | 2014年4月10日 - 7月3日  | 木曜 24:00 更新    | ネット配信            |                                 |
| 日本全域   | BSジャパン         | 2014年4月10日 - 7月3日  | 木曜 25:58 - 26:28 | テレビ東京系列 BS放送 |                                 |
| 日本全域   | バンダイチャンネル | 2014年4月11日 - 7月4日  | 金曜 12:00 更新    | ネット配信            |                                 |
| 日本全域   | ニコニコ生放送     | 2014年4月17日 - 7月10日 | 木曜 24:00 - 24:30 | ネット配信            |                                 |
| 日本全域   | ニコニコチャンネル | 2014年4月17日 - 7月10日 | 木曜 24:30 更新    | ネット配信            |                                 |
| 日本全域   | dアニメストア      | 2014年4月25日 - 7月18日 | 金曜 12:00 更新    | ネット配信            |                                 |

### BD / DVD
| 巻 | 発売日         | 収録話          | 規格品番  | 規格品番  |
| 巻 | 発売日         | 収録話          | BD        | DVD       |
| -- | -------------- | --------------- | --------- | --------- |
| 1  | 2014年7月30日  | 第1話 - 第2話   | ZMXZ-9341 | ZMBZ-9351 |
| 2  | 2014年8月27日  | 第3話 - 第4話   | ZMXZ-9342 | ZMBZ-9352 |
| 3  | 2014年10月3日  | 第5話 - 第6話   | ZMXZ-9343 | ZMBZ-9353 |
| 4  | 2014年10月29日 | 第7話 - 第8話   | ZMXZ-9344 | ZMBZ-9354 |
| 5  | 2014年11月26日 | 第9話 - 第10話  | ZMXZ-9345 | ZMBZ-9355 |
| 6  | 2014年12月24日 | 第11話 - 第12話 | ZMXZ-9346 | ZMBZ-9356 |

### 外国発売
- ファニメーション (北アメリカ)

### Webラジオ
『ソウルイーターノット! NOTりラジオ!』（ソウルイーター のっとりラジオ）のタイトルで、音泉にて2014年4月10日から7月31日まで毎週木曜日に配信されていた。全17回。4月3日には、本放送に先駆けてプレ配信が行われた。
パーソナリティ
悠木と早見はローテーションでの出演（2週ごとに交代、第0回と第17回は同時出演）。
- 千菅春香（春鳥つぐみ 役）
- 悠木碧（多々音めめ 役）
- 早見沙織（アーニャ・ヘプバーン 役）

ゲスト
- 小見川千明（マカ=アルバーン 役：第0回・公開収録）

## アプリ
ソウルイーター×ソウルイーターノット! 〜殺伐?ウキウキ?カードバトル!〜
G-modeより2014年12月に「Mobage」にてリリース開始。